# Meschio
Il Meschio (Mésch in veneto) è un fiume della pedemontana veneta, lungo una trentina di chilometri e facente parte del bacino idrografico della Livenza.

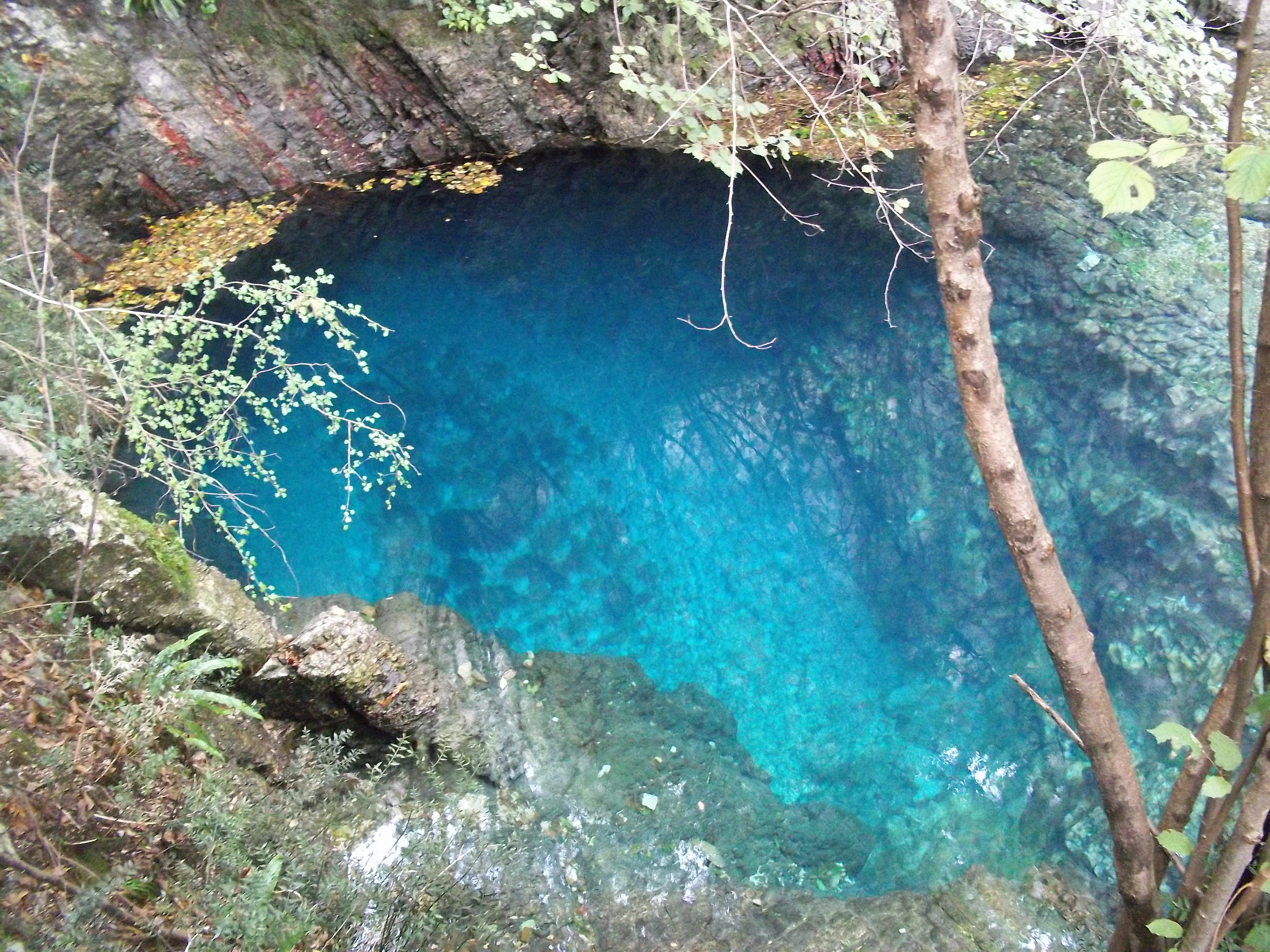
Sorgente del fiume Meschio

Nasce in una conca sotto le pendici del Col Visentin, all'interno del comune di Vittorio Veneto, località Savassa, e snoda il suo corso successivo tra i comuni della Sinistra Piave attraversando, nella sua breve corsa verso sud, i comuni di Colle Umberto e Cordignano. Si getta infine nella Livenza, che segna il confine con il Friuli-Venezia Giulia, poco lontano da Sacile.
Sul Meschio è sorto il centro storico di Serravalle (Vittorio Veneto), che in età medievale divenne rinomato per la produzione armaiola che utilizzava proprio le acque del fiume per la tempra delle lame. In epoca contemporanea, il fiume ha fornito forza motrice alle numerose piccole industrie della lana e della seta che sono sorte lungo il suo corso e le cui strutture caratterizzano tuttora il paesaggio.